# Alexander Vandegrift
Alexander Archer Vandegrift (Charlottesville, 13 de março de 1887 – Bethesda, 8 de maio de 1973) foi um general do Corpo de Fuzileiros Navais dos Estados Unidos, comandante das tropas norte-americanas na Batalha de Guadalcanal durante a Segunda Guerra Mundial, condecorado com a Medalha de Honra, a mais alta comenda das Forças Armadas dos Estados Unidos e primeiro oficial do Corpo de Fuzileiros Navais a receber as quatro estrelas de general em serviço ativo.

## Vida
O general Vandegrift nasceu no estado da Virgínia, onde cursou a universidade estadual local e se graduou em seguida como oficial segundo-tenente do Corpo de Fuzileiros Navais em janeiro de 1909. Em seus primeiros anos na força, participou de missões no Caribe e na América Central.
Em 1923 ele voltou aos Estados Unidos e fez o curso de oficiais de campo em Quantico, base dos marines na Virgínia, até 1926, sendo depois transferido para San Diego. Em 1935, serviu como comandante do destacamento de marines na embaixada dos Estados Unidos em Pequim, e foi promovido a coronel do ano seguinte. O ataque a Pearl Harbor em dezembro de 1941 o encontraria como brigadeiro-general comandante da 1ª Divisão do Corpo de Fuzileiros.

## Segunda Guerra Mundial
Em março de 1942, promovido a major-general, foi enviada para o Pacífico Sul à frente de sua divisão, a primeira divisão completa de fuzileiros a deixar os Estados Unidos na guerra. Em 7 de agosto, ele liderou o desembarque das tropas norte-americanas nas praias de Guadalcanal e de outras ilhas do arquipélago das Salomão, na primeira ofensiva em larga escala dos Aliados contra os japoneses na Guerra do Pacífico.
Por sua atuação e de sua divisão durante os ataques a Guadalcanal, Tulagi e às Ilhas Florida, foi condecorado com a Cruz Naval (Navy Cross) e a subsequente ocupação e defesa de suas posições entre 7 de agosto e 9 de dezembro de 1942 na Batalha de Guadalcanal, lhe renderam a Medalha de Honra do Congresso, a maior de todas as condecorações do país.
Em julho de 1943, Vandegrift  assumiu o comando do corpo expedicionário anfíbio dos marines que desembarcou na Baía da Imperatriz Augusta, na ilha de Bougainville, em 1 de novembro de 1943, a segunda grande ofensiva aliada no sul do Pacífico. Após estabelecer e assegurar uma cabeça de praia na ilha, ele entregou o comando e voltou para Washington como comandante-designado.

## Comandante-em-chefe dos Marines

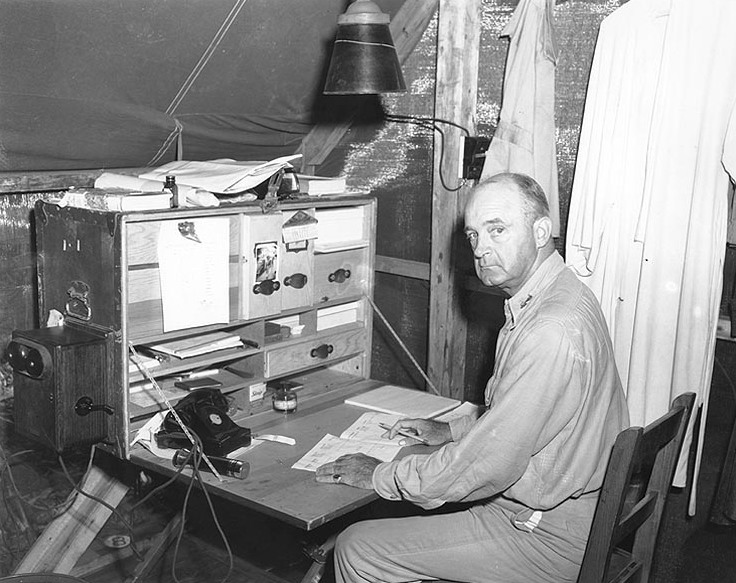
O general Vandegrit em seu posto de comando em Guadalcanal. (1942)

Em 1 de janeiro de 1944, promovido a tenente-general, Alexander Vandegrift foi empossado como 18° Comandante do Corpo de Fuzileiros Navais dos Estados Unidos (US Marine Corps). Em 4 de abril de 1945, ainda durante a guerra, seria promovido a general-de-exército, o primeiro oficial dos marines a receber a quarta estrela do generalato ainda no serviço ativo em toda história da corporação.
Durante seu mandato como comandante geral, os fuzileiros enfrentaram ameaças institucionais provindas do exército, que queria assumir as funções dos marines e extinguir a força como unidade combatente de linha de frente. Apesar da Marinha ser simpática aos atributos dos marines, ela estava pronta a aceitar uma diminuição dos poderes e prerrogativas desta força em troca de manter a aviação naval, que por outro lado era também ameaçada pela Força Aérea.
As discussões pós-guerra sobre a reestruturação do sistema de defesa dos Estados Unidos abriram as portas para a diminuição do papel dos marines neste novo sistema. Estes cortes foram defendidos inclusive pelo presidente Harry Truman e pelo general Dwight Eisenhower. Nessa luta pelo poder, os fuzileiros foram apoiados pelo Congresso contra os propósitos do exército. Para assegurar mais firmemente o apoio do Capitólio, Vandegrift fez, em 6 de maio de 1946, o famoso discurso "dobrar os joelhos":
| “ | O Corpo de Fuzileiros acredita que conquistou este direito - o de ter o seu futuro decidido pelo corpo legislativo que o criou – e nada mais. Sentimentos não são considerações válidas para determinar as questões da segurança nacional. Nós nos orgulhamos de nós mesmos e de nosso passado, mas não baseamos nosso caso em qualquer presunção de agradecimento devido a nós pela Nação. Dobrar os joelhos não é uma tradição do Corpo de Fuzileiros. Se o marine, como guerreiro, não criou um exemplo para si próprio após 170 anos de serviço, ele deve então ir. Mas eu acredito que os senhores concordam comigo que ele ganhou o direito de partir com dignidade e honra e não submetido a um status de inutilidade e servidão planejada para ele pelo Departamento de Guerra. | ” |

O Corpo de Fuzileiros Navais dos Estados Unidos continuou no lugar preponderante dentro das Forças Armadas onde sempre esteve desde sua fundação.
O general Vandegrift deixou o serviço ativo em 31 de dezembro de 1947 e passou para a reserva em 1949. Morreu aos 86 anos, após longa doença, em 8 de maio de 1973, no Centro Médico Naval de Bethesda e foi enterrado no Cemitério Nacional de Arlington, em Washington D.C.